# バリ島珍道中
『バリ島珍道中』（バリとうちんどうちゅう、Road to Bali）は、1952年のコメディ映画。ビング・クロスビー、ボブ・ホープ、ドロシー・ラムーアが主演する「珍道中シリーズ」の第6作目である。監督はハル・ウォーカー。
シリーズ中で唯一、テクニカラーで撮影された。

## あらすじ
オーストラリアのメルボルンに来ていた旅芸人のジョージ・コクランとハロルド・グライドリーは地元の女性と結婚する必要に追われ、ポート・ダーウィンまで逃走する。同じころ、とある小島の王子ケン・アロクがヴァツ島沖に沈む宝物を求めて潜水夫を募集しており、ジョージ達はこれに応募する。
現地に到着した2人は、ヴァツ島のララ王女に一目ぼれする。同時に、ケン王子が宝物をララーから横取りしていることが判明し、2人はララ王女に協力する。そして、宝物を回収するにあたり、ハロルドが潜水することになった。ハロルドが宝物を回収した矢先、アロク王子は彼ら3人を脅して宝物を奪おうとするが、ハロルドたち2人に騙され、船を奪われる。3人はバリ島へ向かうものの、別の島に到着する。
珍騒動の末、3人は島から脱出する。

## キャスト
※括弧内は日本語吹替（初回放送1964年3月2日『テレビ名画座』）
- ジョージ・コクラン：ビング・クロスビー（勝田久）
- ハロルド・グライドリー：ボブ・ホープ（柳沢真一）
- ララ王女：ドロシー・ラムーア（北里深雪）
- ケン王子：マービン・バイ
- ガン：ピーター・コー
- ボマ・ダ：ラルフ・ムーディ
- ラマヤナ王：レオン・アスキン

※以下はカメオ出演
- ジェーン・ラッセル
- ハンフリー・ボガート
- キャロリン・ジョーンズ
- 底抜けコンビ（ディーン・マーティン、ジェリー・ルイス）
- マイケル・アンサラ
- ボブ・クロスビー（ビングの弟）
- マイケル・アンサラ

## スタッフ
- 監督：ハル・ウォーカー
- 製作：ハリー・テュージェンド
- 脚本：フランク・バトラー、ハル・カンター、ウィリアム・モロー
- 撮影：ジョージ・バーンズ
- 音楽：ジョセフ・J・リリー